# فرولوفکا (استان آمور)
فرولوفکا (به لاتین: Frolovka) یک منطقهٔ مسکونی در روسیه است که در استان آمور واقع شده‌است.